# هنري إليوت (واثب عالي)
هنري إليوت (بالفرنسية: Henry Elliot)‏ هو واثب عالي فرنسي، ولد في 15 فبراير 1946 في رانس في فرنسا.

## وصلات خارجية
- هنري إليوت على موقع الاتحاد الفرنسي لألعاب القوى (الفرنسية)
- هنري إليوت على موقع أوليمبيديا (الإنجليزية)